# Laurier n.º 38
Laurier n.º 38 es un municipio rural canadiense situado en la provincia de Saskatchewan.

## Superficie
Laurier n.º 38 tiene una superficie de 816,25 km².

## Demografía
En 2021, tenía 253 habitantes, una densidad poblacional de 0,3 hab./km², y 110 viviendas.